# The Disaster Artist (phim)
The Disaster Artist là một bộ phim tiểu sử chính kịch hài hước của Mỹ năm 2017 do James Franco đạo diễn. Kịch bản phim được viết bởi Scott Neustadter và Michael H. Weber, trong đó dựa trên cuốn hồi ký cùng tên của đồng tác giả Greg Sestero và Tom Bissell, kể lại quá trình sản xuất bộ phim cult 2003 của Tommy Wiseau, The Room. Phim có sự tham gia chính của James và Dave Franco cùng các diễn viên phụ Alison Brie, Ari Graynor, Josh Hutcherson và Jacki Weaver.
Quá trình quay phim chính đã bắt đầu ngày 8 tháng 12 năm 2015. Một phiên bản cắt ngắn của bộ phim sau đó được công chiếu lần đầu tại Liên hoan South by Southwest vào ngày 12 tháng 3 năm 2017; phiên bản này cũng được chiếu tại Liên hoan phim quốc tế Toronto cùng năm vào ngày 11 tháng 9 và đặc biệt là tại Liên hoan phim quốc tế San Sebastián, nơi The Disaster Artist đã trở thành bộ phim Mỹ đầu tiên giành được giải Vỏ Sò vàng kể từ A Thousand Years of Good Prayers năm 2007.
A24 là đơn vị chịu trách nhiệm phát hành bộ phim tại Hoa Kỳ và Warner Bros. Pictures phân phối ra quốc tế. Một suất chiếu giới hạn của The Disaster Artist sau đó được tổ chức vào ngày 1 tháng 12 năm 2017, ngay trước khi công chiếu rộng rãi vào ngày 8 tháng 12 năm 2017. Ở thời điểm phát hành, bộ phim đã nhận về những đánh giá tích cực từ giới phê bình, nhất là với vai diễn Wiseau của James Franco cùng kịch bản và giá trị nội dung. Tại Giải Quả cầu vàng lần thứ 75, James Franco đã thắng giải cho nam diễn viên phim ca nhạc hoặc phim hài xuất sắc nhất và bộ phim được đề cử cho hạng mục phim ca nhạc hoặc phim hài hay nhất. The Disaster Artist cũng lọt vào danh sách đề cử cho hạng mục kịch bản chuyển thể xuất sắc nhất tại giải Oscar lần thứ 90. Ngoài ra phim còn được Ủy ban Quốc gia về Phê bình Điện ảnh Mỹ đưa vào danh sách top 10 phim của năm 2017.

## Nội dung
Ở San Francisco vào năm 1998, cậu thanh niên 19 tuổi Greg Sestero đã kết bạn với Tommy Wiseau trong một lớp dạy diễn xuất của Jean Shelton vì ấn tượng với sự tự tin đầy kỳ quặc của Tommy khi diễn lại một cảnh của vở kịch Chuyến tàu mang tên dục vọng. Không chỉ vậy, Tommy còn rất giàu: anh có đủ khả năng để sở hữu cả hai căn hộ tại hai địa điểm khác nhau là San Francisco và Los Angeles, thế nhưng Tommy sẽ không bao giờ thảo luận về cuộc sống cá nhân của mình hoặc nguồn gốc của số tiền kếch xù kiếm được; anh cũng khẳng định rằng mình đến từ New Orleans, mặc dù lại có chất giọng của người châu Âu. Khi biết được cả hai đều có chung một niềm đam mê với diễn xuất, Greg và Tommy đã quyết định sẽ chuyển đến Los Angeles để theo đuổi nghiệp diễn.
Trong khi Greg nhanh chóng ký được hợp đồng với người đại diện tài năng Iris Burton và tham gia vào các buổi thử vai khác nhau, Tommy luôn bị những người tuyển vai, đạo diễn và nhà sản xuất từ chối thẳng thừng và thậm chí còn cho rằng anh bị điên. Mối quan hệ giữa Greg và bạn gái cậu là Amber cũng đã dần khiến cho Tommy nghĩ rằng Amber đang muốn phá vỡ tình bạn giữa hai người. Sau khi các cơ hội đều đi đến thất bại, Greg và Tommy quyết định tự tay làm ra một bộ phim của riêng mình. Sau đó anh nhốt mình ở trong nhà suốt nhiều tháng và cuối cùng cho ra kịch bản đầu tiên, The Room, có nội dung nói về mối tình tay ba giữa Johnny (Tommy thủ vai) cùng vị hôn thê Lisa và người bạn thân đầy mâu thuẫn Mark (Greg thủ vai sau khi diễn viên ban đầu bị loại khỏi vai diễn có chủ đích). Khi kịch bản hoàn thành, cả hai đã đi thuê một phim trường ở Birn & Sawyer và mua một "gói Đạo diễn Tập sự hoàn chỉnh" bao gồm hai máy quay phim và một máy quay HD. Các nhân sự được giới thiệu đến Tommy lần lượt là Raphael Smadja và Sandy Schklair, cũng như Juliette Danielle được chọn vào vai Lisa.
Dù giai đoạn sản xuất ban đầu của bộ phim tương đối suôn sẻ, thế nhưng những hành vi thiếu kiểm soát của Tommy đã dần gây ra mâu thuẫn trong mọi người: anh luôn quên lời thoại mỗi khi diễn, thường xuyên đến muộn và từ chối cung cấp cho các thành viên trong đoàn phim những nhu cầu cơ bản như nước uống và điều hòa không khí. Không ai nhận được một kịch bản đầy đủ của bộ phim, đồng thời những diễn viên và nhân sự trong đoàn phim cũng luôn bị làm phiền bởi các quyết định khó hiểu của Tommy. Đỉnh điểm là khi Tommy trong một cảnh "ân ái" với bạn diễn đã quyết định không mặc bộ đồ bảo hộ mà chỉ che đi vùng nhạy cảm của mình , nhảy bổ lên nữ diễn viên và làm nhục cô. Khi bị cả đoàn phim phản đối về cách làm việc, Tommy đã chỉ trích tất cả mọi người, trong đó có bao gồm cả Greg, rằng anh biết tất cả những gì họ đã nói sau lưng mình, và rằng không ai ủng hộ "tầm nhìn nghệ thuật" của bản thân.
Trong khi The Room vẫn đang ở quá trình quay phim chính, Greg và Amber đã vô tình gặp được Bryan Cranston tại một quán cà phê. Ông nói rằng bản thân đang đạo diễn cho tập phim sắp tới của sitcom Malcolm in the Middle và muốn mời Greg đóng vai một người thợ rừng, chủ yếu là vì cậu có râu. Dù vậy Greg đã được lên kế hoạch để cạo râu cho một cảnh phim trong The Room, vì thế cậu cầu xin với Tommy về việc chuyển những cảnh quay đó sang tuần quay kế tiếp, nhưng anh đã từ chối điều này. Bất đắc dĩ, Greg cuối cùng phải chọn miễn cưỡng hoàn thành bộ phim và từ bỏ cơ hội đến với mình. Trong những ngày quay phim cuối cùng sau đó tại San Francisco, Greg đã chỉ trích Tommy vì sự ích kỷ cũng như xâm phạm đến cuộc sống của cậu và bỏ đi, chính thức rời khỏi dự án.
Vào tháng 6 năm 2003, Greg đã chia tay với Amber và bắt đầu làm việc trong một nhà hát. Tommy cũng vừa hoàn thành xong The Room trong 8 tháng kể từ khi Greg rời khỏi dự án và muốn mời cậu tham gia buổi công chiếu phim. Mặc dù ban đầu còn do dự, Greg sau đó đã đồng ý đến buổi chiếu, và ngạc nhiên hơn cả là những người trong đoàn phim cũng có mặt. Trong khi chiếu phim, nhiều khán giả đã tỏ thái độ phàn nàn với việc xuất hiện quá nhiều cảnh ân ái, nhưng sau đó mọi thứ lại trở nên hài hước khi những lỗi sai ngớ ngẩn trong lời thoại, tình tiết cùng diễn xuất dở tệ khiến cả rạp đều chìm trong tiếng cười. Xấu hổ vì cho rằng bản thân đang bị cười chê, Tommy đã rời khỏi khán đài, nhưng được Greg động viên và đưa lại vào rạp chiếu, nơi mọi người đều hướng về cả Greg và Tommy với những lời khen ngợi và cổ vũ. Được khích lệ, Tommy đã tự tin trở lại và đi lên trước sân khấu cùng Greg, nói lời cảm ơn với tất cả mọi người.

## Diễn viên
- James Franco vai Tommy Wiseau, biên kịch, đạo diễn, nhà sản xuất và là diễn viên chính với vai Johnny trong The Room
- Dave Franco vai Greg Sestero, đồng sản xuất và diễn viên với vai Mark trong The Room
- Seth Rogen vai Sandy Schklair, người giám sát kịch bản và "trợ lý" đạo diễn thứ nhất trên thực tế trong The Room
- Judd Apatow vai Nhà sản xuất phim được thuê bởi Tommy
- Alison Brie vai Amber, bạn gái của Greg Sestero[10]
- Hannibal Buress vai Bill Meurer, chủ sở hữu của Birn & Sawyer, một công ty chuyên cho thuê thiết bị quay phim và phim trường
- Ari Graynor vai Juliette Danielle, diễn viên người đóng vai Lisa trong The Room
- Melanie Griffith vai Jean Shelton, chủ nhiệm lớp dạy diễn xuất của Tommy và Greg[11]
- Josh Hutcherson vai Philip Haldiman, diễn viên người đóng vai Denny trong The Room
- Jason Mantzoukas vai Peter Anway, đại diện công ty Birn & Sawyer
- Megan Mullally vai Mẹ Greg Sestero[12]
- Bob Odenkirk vai Thầy giáo diễn xuất của Wiseau
- June Diane Raphael vai Robyn Paris, diễn viên người đóng vai Michelle trong The Room
- Paul Scheer vai Raphael Smadja, đạo diễn hình ảnh của The Room
- Sharon Stone vai Iris Burton, người đại diện tài năng của Greg Sestero
- Jacki Weaver vai Carolyn Minnott, diễn viên người đóng vai Claudette trong The Room
- Zac Efron vai Dan Janjigian, diễn viên người đóng vai Chris-R trong The Room
- Andrew Santino vai Scott Holmes, diễn viên người đóng vai Mike trong The Room
- Nathan Fielder vai Kyle Vogt, diễn viên người đóng vai Peter trong The Room

Ngoài ra, những diễn viên Kristen Bell, Ike Barinholtz, Adam Scott, Kevin Smith, Keygan-Michael Key, Lizzy Caplan, Daniel McBride, Zach Braff và J. J. Abrams còn xuất hiện trong phần đầu của phim khi nói về sự thành công của The Room. Các vai diễn khác cũng bao gồm John Mande là trợ lý sản xuất Chris Snyder, Joe Mande là đạo diễn hình ảnh Todd Baron, Charlyne Yi là nhà thiết kế trang phục Safowa Bright-Asily, Kelly Oxford là nghệ sĩ trang điểm Amy von Brock, Tom Franco vai Karl, Zoey Deutch vai bạn học của Tommy Bobbi, Sugar Lyn Beard là diễn viên thử vai Lisa, Brian Huskey là một giao dịch viên ngân hàng, Randall Park là bạn học diễn xuất của Greg, Jerrod Carmichael là bạn của Greg, Casey Wilson là đạo diễn tuyển vai, Lauren Ash là diễn viên đóng vai nhân viên bán hoa và Angelyne vai chính mình. Bryan Cranston cũng đóng một vai diễn không ghi danh với tư cách chính mình. Greg Sestero còn xuất hiện trong phim là một trợ lý đạo diễn tuyển vai và Tommy Wiseau xuất hiện trong cảnh hậu danh đề với vai Henry.

## Sản xuất

### Phát triển
Vào tháng 2 năm 2014, công ty sản xuất của Seth Rogen Point Grey Pictures đã tuyên bố sở hữu bản quyền làm phim từ cuốn sách The Disaster Artist. James Franco sau đó được tuyển thẳng vào dự án và đóng vai Wiseau cùng Dave Franco đóng vai Sestero. James Franco cho biết The Disaster Artist sẽ là một sự kết hợp giữa Boogie Nights và The Master. Dù vậy, Wiseau ban đầu đã hy vọng Johnny Depp sẽ đóng vai bản thân ông. Vào tháng 4 năm 2016, tựa đề phim được cho là thay đổi từ The Disaster Artist sang The Masterpiece, mặc dù đã có xác nhận trước đó rằng The Disaster Artist sẽ là tiêu đề chính thức của bộ phim khi kế hoạch sản xuất được SXSW công bố.

### Tuyển vai
Tháng 6 năm 2014, em trai của James Franco, Dave Franco, đã thông báo tại một suất chiếu đêm khuya của The Room rằng anh sẽ đảm nhận vai diễn Greg Sestero. Wiseau cũng ca ngợi quyết định này trong phần hỏi đáp sau đó. Bộ phim là sự hợp tác đầu tiên của anh em nhà Franco, khi Dave nói rằng anh đã tìm kiếm những dự án khác nhau vì bản thân không muốn dựa vào sự nổi tiếng trước đó mà người anh trai có. Khi bộ phim bắt đầu đi vào giai đoạn tuyển vai vào tháng 10 năm 2015, một trong những nhà sản xuất của phim, Seth Rogen, đã thuyết phục để có thể có được vai giám sát kịch bản của The Room Sandy Schklair. Các diễn viên tuyển vào dự án sau đó được công bố chính thức trong tháng 12 năm 2015, bao gồm: Josh Hutcherson vai Philip Haldiman, Ari Graynor vai Juliette Danielle, Jacki Weaver vai Carolyn Minnott, Hannibal Buress vai Bill Meur, Andrew Santino vai Scott Holmes và Zac Efron vai Dan Janjigian. Vợ của Dave Franco, Alison Brie, cũng tham gia vào bộ phim với vai diễn là bạn gái của Greg, Amber và Sharon Stone đã được chọn vào vai người đại diện tài năng Hollywood Iris Burton. Sestero tiếp tục tuyên bố vào tháng 1 năm 2016 rằng Bryan Cranston sẽ tham gia dự án với vai diễn chưa tiết lộ. Đến tháng 11 năm 2016, ông xác nhận sẽ đóng chính mình trong thời gian làm việc cho series Malcolm in the Middle.

### Quay phim
Quá trình quay phim chính của bộ phim diễn ra từ ngày 8 tháng 12 năm 2015 tại Los Angeles và đóng máy sau đó vào ngày 28 tháng 1 năm 2016. Trong quá trình quay phim, các địa điểm khác cũng được sử dụng là sân thượng Whitley của Khu căn hộ Ojai ở Hollywood. Phần nhạc phim The Disaster Artist do Dave Porter chịu trách nhiệm biên soạn.

## Phát hành
Bộ phim đã có buổi ra mắt lần đầu dưới dạng bản cắt ngắn tại Liên hoan South by Southwest vào ngày 12 tháng 3 năm 2017. Tháng 5 cùng năm, A24 thông báo có được quyền phân phối của bộ phim và đã sắp xếp một suất chiếu hạn chế ngày 1 tháng 12 năm 2017, ngay trước khi công chiếu rộng rãi từ ngày 8 tháng 12. Warner Bros. Pictures cũng chịu trách nhiệm phát hành bộ phim ra quốc tế với định dạng phim IMAX tại các khu vực địa phương. Vào ngày 25 tháng 10 năm 2017, A24 đã quảng bá bộ phim thông qua một biển quảng cáo tại Đại lộ Highland ở Hollywood, nơi mà trước đó Wiseau từng thuê để quảng bá cho bộ phim The Room từ 2003 đến 2008.

### Phương tiện tại nhà
Bộ phim đã phát hành dưới các định dạng lần lượt là Blu-ray, DVD và tải về trực tuyến vào ngày 13 tháng 3 năm 2018. Tính đến ngày 20 tháng 2 năm 2019, doanh thu từ việc phát hành phim dưới các định dạng trên thu về tổng cộng 1.288.213 triệu USD.

## Tiếp nhận

### Doanh thu phòng vé
The Disaster Artist đã thu về 21,1 triệu USD tại Mỹ và Canada, gộp với 8,7 triệu USD từ quốc tế thành 29,8 triệu USD tổng trên toàn thế giới so với ngân sách sản xuất 10 triệu USD.
Bộ phim trước đó thu được 1,2 triệu USD từ 19 rạp chiếu trong các suất chiếu hạn chế đầu tiên, đứng thứ 12 tại các phòng vé, trung bình 64.254 USD ở mỗi địa điểm, cao nhất trong năm 2017. Bộ phim đã được phổ biến rộng rãi vào tuần sau và thu về 6,4 triệu USD, đứng thứ 4 tại phòng vé. Trong tuần thứ hai, mặc dù có thêm 170 rạp chiếu phim, doanh thu phim vẫn giảm 57% so với dự kiến và thu về 2,7 triệu đô la, đứng thứ 8. Vào cuối tuần thứ ba của phim, The Disaster Artist chỉ kiếm được 884.576 USD (trong đó chưa bao gồm 1,2 triệu USD doanh thu trong bốn ngày Giáng sinh), giảm xuống thứ hạng 17.

### Đánh giá chuyên môn
The Disaster Artist đã nhận được sự hoan nghênh từ người xem trong lần chiếu đầu tiên tại Liên hoan South by Southwest. Trên hệ thống tổng hợp kết quả đánh giá Rotten Tomatoes, bộ phim có tỷ lệ đồng thuận là 91% dựa trên 349 đánh giá với điểm xếp hạng trung bình là 7,8/10. Metacritic thống nhất bộ phim với số điểm là 76/100 từ 44 nhà phê bình, cho thấy "các đánh giá nhìn chung là tích cực". Một cuộc bình chọn trên Posttrak cũng nhận được kết quả 81% nhận xét tích cực về tổng thể và 66% "đề xuất cao".
Erik Childress của The Playlist đã đánh giá màn trình diễn của James Franco là "tốt nhất" kể từ lần diễn xuất trong phim 127 giờ. Peter Debruge của Variety thì nhận xét "bộ phim có thể khiến hầu hết khán giả hài lòng, kể cả khi họ có xem The Room hay không.
Viết cho Rolling Stone, Peter Travers chấm bộ phim 3.5 trên 4 sao, đánh giá: "Với cương vị là đạo diễn, Franco đã rất thành công khi mô tả lại câu chuyện một cách mạch lạc giữa những sự hỗn loạn, một tính từ chính xác nhất để miêu tả nguồn gốc của hiện tượng phim đình đám này. Bạn có cần phải xem The Room để đánh giá cao The Disaster Artist không? Không cần thiết lắm". Justin Chang của Los Angeles Times cũng gọi bộ phim là "lễ kỷ niệm hài hước và cảm động cho một thất bại".
Dù vậy, Peter Bradshaw của The Guardian chỉ cho bộ phim 3 trên 5 sao, viết rằng câu chuyện phim vẫn còn một số khúc mắc chưa được giải quyết và cần được phát triển thêm. Ignatiy Vishnevetsky của The A.V. Club thì cho bộ phim điểm "C", gọi nó là một "cống phẩm tệ hại", đồng thời cũng đưa ra câu hỏi "Liệu những ai chưa từng xem The Room có cùng một cảm nhận chung với The Disaster Artist?".

### Giải thưởng và đề cử
| Giải thưởng                                    | Hạng mục                                                        | Đề cử                                                           | Kết quả   | Tham khảo     |
| ---------------------------------------------- | --------------------------------------------------------------- | --------------------------------------------------------------- | --------- | ------------- |
| Giải Oscar                                     | Kịch bản chuyển thể xuất sắc nhất                               | Scott Neustadter và Michael H. Weber                            | Đề cử     | [ 56 ]        |
| Hiệp hội phê bình phim Austin                  | Diễn viên xuất sắc nhất                                         | James Franco                                                    | Đề cử     | [ 57 ]        |
| Hiệp hội phê bình phim Austin                  | Kịch bản chuyển thể xuất sắc nhất                               | Scott Neustadter và Michael H. Weber                            | Đề cử     | [ 57 ]        |
| Hiệp hội Diễn viên Hoa Kỳ                      | Studio hoặc Độc lập - Thể loại hài                              | Rich Delia                                                      | Đề cử     | [ 58 ]        |
| Hiệp hội phê bình phim Chicago                 | Diễn viên xuất sắc nhất                                         | James Franco                                                    | Đề cử     | [ 59 ]        |
| Hiệp hội phê bình phim Chicago                 | Kịch bản chuyển thể xuất sắc nhất                               | Scott Neustadter và Michael H. Weber                            | Đề cử     | [ 59 ]        |
| Giải Lựa chọn của giới phê bình điện ảnh       | Diễn viên xuất sắc nhất                                         | James Franco                                                    | Đề cử     | [ 60 ]        |
| Giải Lựa chọn của giới phê bình điện ảnh       | Kịch bản chuyển thể xuất sắc nhất                               | Scott Neustadter và Michael H. Weber                            | Đề cử     | [ 60 ]        |
| Giải Lựa chọn của giới phê bình điện ảnh       | Phim hài xuất sắc nhất                                          | The Disaster Artist                                             | Đề cử     | [ 60 ]        |
| Giải Lựa chọn của giới phê bình điện ảnh       | Diễn viên nam trong phim hài xuất sắc nhất                      | James Franco                                                    | Đoạt giải | [ 60 ]        |
| Hiệp hội phê bình phim Dallas–Fort Worth       | Diễn viên xuất sắc nhất                                         | James Franco                                                    | Hạng 2    | [ 61 ]        |
| Hiệp hội phê bình phim Detroit                 | Phim hay nhất                                                   | The Disaster Artist                                             | Đề cử     | [ 62 ]        |
| Hiệp hội phê bình phim Detroit                 | Diễn viên xuất sắc nhất                                         | James Franco                                                    | Đoạt giải | [ 62 ]        |
| Giải Dorian                                    | Màn trình diễn xuất sắc nhất - Nam diễn viên                    | James Franco                                                    | Đề cử     | [ 63 ] [ 64 ] |
| Giải Dorian                                    | Phim Campy của năm                                              | The Disaster Artist                                             | Đề cử     | [ 63 ] [ 64 ] |
| Giải Empire                                    | Phim hài xuất sắc nhất                                          | The Disaster Artist                                             | Đề cử     | [ 65 ] [ 66 ] |
| Hiệp hội phê bình phim Florida                 | Diễn viên xuất sắc nhất                                         | James Franco                                                    | Đề cử     | [ 67 ] [ 68 ] |
| Hiệp hội phê bình phim Florida                 | Kịch bản chuyển thể xuất sắc nhất                               | Scott Neustadter và Michael H. Weber                            | Hạng 2    | [ 67 ] [ 68 ] |
| Hiệp hội phê bình phim Georgia                 | Hình ảnh xuất sắc nhất                                          | The Disaster Artist                                             | Đề cử     | [ 69 ]        |
| Hiệp hội phê bình phim Georgia                 | Diễn viên xuất sắc nhất                                         | James Franco                                                    | Đề cử     | [ 69 ]        |
| Hiệp hội phê bình phim Georgia                 | Kịch bản chuyển thể xuất sắc nhất                               | Scott Neustadter và Michael H. Weber                            | Đoạt giải | [ 69 ]        |
| Giải Quả cầu Vàng                              | Phim ca nhạc hoặc phim hài hay nhất                             | The Disaster Artist                                             | Đề cử     | [ 70 ]        |
| Giải Quả cầu Vàng                              | Nam diễn viên phim ca nhạc hoặc phim hài xuất sắc nhất          | James Franco                                                    | Đoạt giải | [ 70 ]        |
| Giải cà chua vàng                              | Phim hài hay nhất năm 2017                                      | The Disaster Artist                                             | Hạng 3    | [ 71 ]        |
| Giải Gotham                                    | Diễn viên xuất sắc nhất                                         | James Franco                                                    | Đoạt giải | [ 72 ]        |
| Giải phim Hollywood                            | Giải biên kịch Hollywood                                        | Scott Neustadter và Michael H. Weber                            | Đoạt giải | [ 73 ]        |
| Hiệp hội phê bình phim Houston                 | Diễn viên xuất sắc nhất                                         | James Franco                                                    | Đoạt giải | [ 74 ]        |
| Giải IGN                                       | Phim hài hay nhất                                               | The Disaster Artist                                             | Đề cử     | [ 75 ]        |
| Giải IGN                                       | Màn trình diễn chính trong một bộ phim xuất sắc nhất            | James Franco                                                    | Đề cử     | [ 75 ]        |
| Giải IGN                                       | Đạo diễn xuất sắc nhất                                          | James Franco                                                    | Đề cử     | [ 75 ]        |
| Giải Tinh thần độc lập                         | Diễn viên nam chính xuất sắc nhất                               | James Franco                                                    | Đề cử     | [ 76 ]        |
| Bình chọn từ các nhà phê bình IndieWire        | Diễn viên xuất sắc nhất                                         | James Franco                                                    | Hạng 4    | [ 77 ]        |
| Giải phim London Critics Circle                | Diễn viên của năm                                               | James Franco                                                    | Đề cử     | [ 78 ]        |
| Hiệp hội phê bình phim Los Angeles             | Diễn viên xuất sắc nhất                                         | James Franco                                                    | Hạng 2    | [ 79 ]        |
| Ủy ban Quốc gia về Phê bình Điện ảnh           | Top 10 phim                                                     | The Disaster Artist                                             | Đoạt giải | [ 80 ]        |
| Ủy ban Quốc gia về Phê bình Điện ảnh           | Kịch bản chuyển thể xuất sắc nhất                               | Scott Neustadter và Michael H. Weber                            | Đoạt giải | [ 80 ]        |
| Hiệp hội phê bình phim trực tuyến              | Diễn viên xuất sắc nhất                                         | James Franco                                                    | Đề cử     | [ 81 ] [ 82 ] |
| Hiệp hội phê bình phim trực tuyến              | Kịch bản chuyển thể xuất sắc nhất                               | Scott Neustadter và Michael H. Weber                            | Hạng 2    | [ 81 ] [ 82 ] |
| Hiệp hội phê bình phim San Diego               | Diễn viên xuất sắc nhất                                         | James Franco                                                    | Hạng 2    | [ 83 ]        |
| Hiệp hội phê bình phim San Diego               | Kịch bản chuyển thể xuất sắc nhất                               | Scott Neustadter và Michael H. Weber                            | Đoạt giải | [ 83 ]        |
| Hiệp hội phê bình phim San Diego               | Màn trình diễn hài hước nhất                                    | James Franco                                                    | Hạng 2    | [ 83 ]        |
| Giải phê bình phim San Francisco               | Diễn viên xuất sắc nhất                                         | James Franco                                                    | Đề cử     | [ 84 ]        |
| Giải phê bình phim San Francisco               | Kịch bản chuyển thể xuất sắc nhất                               | Scott Neustadter và Michael H. Weber                            | Đề cử     | [ 84 ]        |
| Liên hoan phim quốc tế San Sebastián           | Giải Vỏ Sò vàng                                                 | The Disaster Artist                                             | Đoạt giải | [ 85 ]        |
| Liên hoan phim quốc tế San Sebastián           | Giải Feroz Zinemaldia                                           | The Disaster Artist                                             | Đoạt giải | [ 85 ]        |
| Giải Vệ tinh                                   | Diễn viên xuất sắc nhất                                         | James Franco                                                    | Đề cử     | [ 86 ]        |
| Giải Vệ tinh                                   | Kịch bản chuyển thể xuất sắc nhất                               | Scott Neustadter và Michael H. Weber                            | Đoạt giải | [ 86 ]        |
| Giải thưởng của Nghiệp đoàn Diễn viên Màn ảnh  | Màn trình diễn nổi bật nhất của vai nam chính trong một bộ phim | James Franco                                                    | Đề cử     | [ 87 ]        |
| Hiệp hội Phê bình Phim Seattle                 | Hình ảnh xuất sắc nhất                                          | The Disaster Artist                                             | Đề cử     | [ 88 ]        |
| Hiệp hội Phê bình Phim Seattle                 | Diễn viên xuất sắc nhất                                         | James Franco                                                    | Đề cử     | [ 88 ]        |
| Hiệp hội Phê bình Phim Seattle                 | Kịch bản xuất sắc nhất                                          | Scott Neustadter và Michael H. Weber                            | Đề cử     | [ 88 ]        |
| Hiệp hội phê bình phim St. Louis               | Diễn viên xuất sắc nhất                                         | James Franco                                                    | Hạng 2    | [ 89 ] [ 90 ] |
| Hiệp hội phê bình phim St. Louis               | Kịch bản chuyển thể xuất sắc nhất                               | Scott Neustadter và Michael H. Weber                            | Đoạt giải | [ 89 ] [ 90 ] |
| Hiệp hội phê bình phim St. Louis               | Cảnh phim hay nhất                                              | Cảnh 67 lần quay lại câu thoại "I did not hit her"              | Đoạt giải | [ 89 ] [ 90 ] |
| Liên hoan phim quốc tế Toronto                 | Sự lựa chọn của Khán giả dành cho Midnight Madness              | The Disaster Artist                                             | Hạng 2    | [ 91 ]        |
| USC Scripter Awards                            | Kịch bản xuất sắc nhất                                          | Scott Neustadter, Michael H. Weber, Greg Sestero và Tom Bissell | Đề cử     | [ 92 ]        |
| Hiệp hội phê bình phim khu vực Washington D.C. | Diễn viên xuất sắc nhất                                         | James Franco                                                    | Đề cử     | [ 93 ]        |
| Hiệp hội phê bình phim khu vực Washington D.C. | Kịch bản chuyển thể xuất sắc nhất                               | Scott Neustadter và Michael H. Weber                            | Đề cử     | [ 93 ]        |
| Giải thưởng của Hiệp hội biên kịch Mỹ          | Kịch bản chuyển thể xuất sắc nhất                               | Scott Neustadter và Michael H. Weber                            | Đề cử     | [ 94 ]        |